# Géza Röhrig
Géza Röhrig (Budapest, 11 maggio 1967) è un attore, poeta e cantante ungherese, noto per il ruolo da protagonista nel film Il figlio di Saul.

## Biografia
Nato a Budapest nel 1967, è rimasto orfano all'età di quattro anni. Dopo alcuni anni trascorsi in un orfanotrofio, è stato adottato da una famiglia ebraica e ha vissuto a Gerusalemme. Mentre studiava letteratura polacca a Cracovia, è diventato il frontman di un gruppo musicale punk, chiamato Huckleberry, i cui concerti sono stati spesso interrotti dalle autorità comuniste.
Dopo un viaggio di studi a Auschwitz, ha deciso di diventare un ebreo chassidico. Ha pubblicato due raccolte di poesie sul tema della Shoah, Hamvasztókönyv (letteralmente Libro di incenerimento, 1995) e Fogság (Cattività, 1997). Si è laureato presso l'Accademia di Teatro e Cinema a Budapest discutendo un tesi in storia del cinema. Dal 2000 vive a New York, dove ha studiato presso un seminario teologico ebreo. Nel corso degli anni ha pubblicato numerose raccolte di poesia.
All'età di 48 anni ha debuttato come attore, come protagonista del film Il figlio di Saul di László Nemes. Il film ha vinto il Grand Prix Speciale della Giuria al Festival di Cannes 2015 e l'Oscar come miglior film straniero nel 2016.

## Opere

### Prosa
- (HU) A Rebbe tollatépett papagája: képzelt haszid történetek, Múlt és Jövő, 1999, ISBN 963-9171-22-0.

### Poesia
- (HU) Hamvasztókönyv, Múlt és Jövö, 1995, ISBN 963-85295-2-0.
- (HU) Fogság, Széphalom Könyvműhely, 1997, ISBN 963-9028-10-X.
- (HU) Éj, Széphalom Könyvműhely, 1999, ISBN 963-9028-56-8.
- (HU) Sziget, Széphalom Könyvműhely, 2000, ISBN 963-9028-75-4.
- (HU) Törvény, Múlt és Jövő, 2006, ISBN 963-9512-20-6.
- (HU) Honvágy, Múlt és Jövő, 2010, ISBN 978-963-9512-57-3.

## Filmografia
- Il figlio di Saul (Saul fia), regia di László Nemes (2015)
- To Dust - Alla ricerca dell'eternità (To Dust), regia di Shawn Snyder (2018)
- The Chaperone, regia di Michael Engler (2018)
- Muse, regia di Candida Brady (2019)
- Resistance - La voce del silenzio (Resistance), regia di Jonathan Jakubowicz (2020)
- Undergods, regia di Chino Moya (2020)

## Doppiatori italiani
- Stefano Santerini in Il figlio di Saul
- Francesco De Francesco in Resistance - La voce del silenzio